# کوک‌کویانوو
کوک‌کویانوو (انگلیسی: Kukkuyanovo) یک شهرک در شهرستان دیورتیورلینسکی در استان باشقیرستان کشور روسیه است.